# Prestosuchidae
Los prestosúquidos (Prestosuchidae) son una familia extinta de saurópsidos arcosaurios rauisuquios que vivieron en el período Triásico, desde el Anisiense al Carniense, hace aproximadamente 204 a 199 millones de años. Sus fósiles se encuentran en África, India, Europa y Sudamérica.
Fueron un grupo de grandes cazadores activos, que ocuparon la cúspide de la cadena alimenticia, con un tamaño de entre 2,5 a 6 o 7 metros de largo. Ellos sucedieron a los Erythrosuchidae como los arcosaurios más grandes de su tiempo. Mientras que se asemejaban eritrosúquidos en tamaño y algunas características del cráneo y esqueleto, fueron más avanzados más en su postura erguida y tobillo que era como el de los cocodrilos, indicando una postura más eficiente. No obstante los expertos discuten con respecto a las relaciones filogenéticas del grupo, qué géneros deben ser incluidos, y si Prestosuchidae constituye de hecho una familia distinta aparte de Rauisuchia. Prosperaron en mediados hasta finales del Triásico, siendo abundantes en las zonas de Pangea que luego sería Gondwana.

## Clasificación e historia
Alan Charig en 1957 propone una nueva familia, Prestosuchidae, para incluir a géneros como "Mandasuchus", Prestosuchus, y Spondylosoma. En 1967, Alfred Sherwood Romer ubica a Saurosuchus y Rauisuchusdentro de Erythrosuchidae y adopta a Prestosuchidae para incluir a Prestosuchus, Procerosuchus y a  "Mandasuchus" de Charig.
Prestosuchidae ha sido muchas veces incluida dentro de Rauisuchidae, aunque se haya considerado a veces como grupo hermano de los aetosaurianos en un monofilético Pseudosuchia, o como un clado intermedio entre los basales Crurotarsi y los más avanzados arcosaurios Aetosauria y Rauisuchia. En el análisis cladístico de J. M. Parrish de 1993 sobre los arcosaurios cocodrilotarsianos se ubica a Prestosuchidae (que incluiría a Prestosuchus, Ticinosuchus y
Saurosuchus) por fuera de los clados cocodrilomorfos de los poposáuridos, rauisuquidos y aetosáuridos. En la mayoría de los cladogramas los prestosúquidos son considerados más derivados que los fitosaurianos y ornitosuquidos, pero menos que los poposáuridos y los estagonolepídidos.

## Evolución
Entre los primeros prestosúquidos son Mandasuchus del  Anisiense de Tanganica. Este fue un gran animal, de alrededor de 5 metros de largo. Una forma muy similar pero más pequeña, posiblemente sinónimo más antiguo del anterior es Ticinosuchus del Triásico medio de (Anisiense-Ladiniense) de Suiza y el norte de Italia, con alrededor de 2,5 metros de largo. El mayor, de cerca de 6 metros de largo es Batrachotomus que proviene de finales del Triásico Medio de Alemania, y Prestosuchus del Carniense de América del Sur, pudieron ser parientes cercanos entre sí. Yarasuchus fue un ligero animal del Triásico Medio de la India también parece pertenecer a este grupo. Finalmente, se destaca a Saurosuchus un enorme del carnívoro de 6 o 7 los metros de largo, de finales del Carniense de la Argentina, que posiblemente se alimentaba de los primeros sauropodomorfos.